# Infurcitinea vanderwolfi
Infurcitinea vanderwolfi är en fjärilsart som beskrevs av Reinhardt Gaedike 1997. Infurcitinea vanderwolfi ingår i släktet Infurcitinea och familjen äkta malar.
Artens utbredningsområde är Grekland. Inga underarter finns listade i Catalogue of Life.